# Alice Keith Park
Der Alice Keith Park ist eine kleine städtische Grünanlage im Bereich South Park der Stadt  Beaumont im Bundesstaat Texas der Vereinigten Staaten. Die Fläche beträgt 3,2 Hektar.
Die Anlage, auf der sich unter anderem drei Gebäude befinden, wurde zwischen August 2008 und April 2009 fertiggestellt. Architektenbüro war die The LaBiche Architectural Group, Inc. Eines der Gebäude dient heute als Polizeidienststelle.
Im Alice Keith Park gibt es ebenfalls ein Schwimmbad.